# Oktávo
Oktávo je kniha z fiktivního světa Zeměplocha stvořeného Terrym Pratchettem. Je to grimoár samotného Stvořitele, a tedy nejsilnější magická kniha na světě. Přestože je nesmírně důležitá, nevypadá nějak zvláštně; je to velká, nezajímavě vypadající kniha svázaná černou kůží. Na titulní straně je ilustrace Bel-Shamharotha.
Poté, co Stvořitel dokončil většinu práce, neprozíravě ponechal Oktávo na Ploše. Osm kouzel zapsaných v knize si za čas vytvořilo vlastní mysl.
Neznámým způsobem se pak dostalo do budovy Neviditelné univerzity, konkrétně do malého sklepa pod knihovnou. Přestože jsou stěny a podlaha doslova přeplněny ochrannými symboly, není doporučeno se v místnosti doporučeno zdržovat se déle než 4 minuty a 32 sekund.
Oktávo je připoutáno k podstavci řetězem s osmi zámky (každý pro klíč hlavy jednoho magického řádu) a zajištěno kovovými přezkami.
Když byl Mrakoplaš na univerzitě prvním rokem, vsadil se, že Oktávo otevře; takřka zázračně pak prošel všemi bezpečnostními mechanismy a sázku splnil, přičemž jedno z Osmi kouzel přešlo z knihy do Mrakoplašovy hlavy. Žádný mág ho nemohl odstranit, proto byl Mrakoplaš vyloučen z univerzity. Později, na konci Lehkého fantastična Mrakoplaš připojil „své“ kouzlo k dalším sedmi, a společně je přečetl, čímž zachránil svět. Zavazadlo poté grimoár spolklo, ale po několika dnech je opět vyplivlo a Oktávo se pravděpodobně vrátilo na Neviditelnou univerzitu.